# Saint-Martin-Sepert
Saint-Martin-Sepert – miejscowość i gmina we Francji, w regionie Nowa Akwitania, w departamencie Corrèze.
Według danych na rok 1990 gminę zamieszkiwało 251 osób, a gęstość zaludnienia wynosiła 16 osób/km² (wśród 747 gmin Limousin Saint-Martin-Sepert plasuje się na 390. miejscu pod względem liczby ludności, natomiast pod względem powierzchni na miejscu 426.).